# .graphics
.graphics est un domaine Internet de premier niveau générique non-restreint.
Ce domaine est destiné aux personnes et aux organisations œuvrant dans le domaine du graphisme (graphics est le mot anglais pour graphisme).
Bien que le domaine soit destiné aux personnes et aux organisations œuvrant dans le domaine du graphisme, il est ouvert à tous sans restrictions.

## Historique
Le domaine .graphics a été créé en février 2014.

## Statistiques d'usage
En août 2024, environ 6 200 domaines utilisent l'extension .graphics.